# Crisis on Earth-X
"Crisis on Earth-X" é o quarto evento crossover anual do Universo Arrow, que cruza episódios das séries de televisão do Universo Arrow, Supergirl, Arrow, The Flash e Legends of Tomorrow, na emissora The CW. O crossover começou em 27 de novembro de 2017 em Supergirl e Arrow, e se concluiu em 28 de novembro em The Flash e Legends of Tomorrow. "Crisis on Earth-X" apresenta os amigos de Barry Allen e Iris West indo para Central City para o casamento do casal, mas são interrompidos quando vilões da Terra-X tentam acabar com a cerimônia.
O desenvolvimento do crossover entre as quatro séries começou em dezembro de 2016 após o lançamento do crossover anterior, "Invasion!". A sinopse e o título do crossover foram revelados em setembro de 2017 quando a produção dos episódios começaram, com a observação de que elementos da série animada Freedom Fighters: The Ray fariam parte do crossover, incluindo a aparição em live-action de Ray Terrill / The Ray.

## Sinopse
Os amigos de Barry Allen e Iris West vão para Central City para o casamento do casal, mas o evento é interrompido por invasores nazistas do mundo paralelo Terra-X, incluindo os duplicatas nazistas dos aliados de Barry, Oliver Queen e Kara Danvers, o inimigo Eobard Thawne, e outros heróis e vilões familiares, que chegam à Terra-1 com um objetivo mortal. Oliver, Barry, Kara e Sara Lance devem se unir e liderar seus respectivos times para salvar o mundo. Além disso, os super-heróis da Terra-X, incluindo Cidadão Frio (um duplicata de Leonard Snart) e The Ray, também aparecem para ajudá-los.

## Elenco e personagens

### Principal e recorrente
| Ator                      | Personagem                             | Episódio     | Episódio        | Episódio     | Episódio            |
| Ator                      | Personagem                             | Supergirl    | Arrow           | The Flash    | Legends of Tomorrow |
| ------------------------- | -------------------------------------- | ------------ | --------------- | ------------ | ------------------- |
| Melissa Benoist           | Kara Zor-El / Kara Danvers / Supergirl | Principal    | Participação    | Participação | Participação        |
| Melissa Benoist           | Kara-X / Overgirl                      | Participação | Participação    | Participação | por anunciar        |
| Mehcad Brooks             | James Olsen / Guardião                 | Principal    | Does not appear | por anunciar | por anunciar        |
| Chyler Leigh              | Alex Danvers                           | Principal    | Participação    | Participação | Participação        |
| Jeremy Jordan             | Winn Schott                            | Principal    | Does not appear | Participação | por anunciar        |
| Katie McGrath             | Lena Luthor                            | Principal    | Does not appear | por anunciar | por anunciar        |
| Odette Annable            | Samantha Arias / Reign                 | Principal    | Does not appear | por anunciar | por anunciar        |
| Chris Wood                | Mon-El                                 | Principal    | Does not appear | por anunciar | por anunciar        |
| David Harewood            | J'onn J'onzz / Caçador de Marte        | Principal    | Does not appear | por anunciar | por anunciar        |
| Stephen Amell             | Oliver Queen / Arqueiro Verde          | Participação | Principal       | Participação | Participação        |
| Stephen Amell             | Oliver Queen / Dark Arrow              | Participação | Participação    | Participação | Participação        |
| Emily Bett Rickards       | Felicity Smoak                         | Participação | Principal       | Participação | Participação        |
| Echo Kellum               | Curtis Holt / Senhor Incrível          | por anunciar | Principal       | por anunciar | Participação        |
| Rick Gonzalez             | Rene Ramirez / Cão Raivoso             | por anunciar | Principal       | por anunciar | Participação        |
| Juliana Harkavy           | Dinah Drake / Canário Negro            | por anunciar | Principal       | por anunciar | Participação        |
| Paul Blackthorne          | Quentin Lance                          | por anunciar | Principal       | por anunciar | por anunciar        |
| Grant Gustin              | Barry Allen / Flash                    | Participação | Participação    | Principal    | Participação        |
| Candice Patton            | Iris West                              | Participação | Participação    | Principal    | Participação        |
| Danielle Panabaker        | Caitlin Snow / Nevasca                 | Participação | Participação    | Principal    | Participação        |
| Carlos Valdes             | Cisco Ramon / Vibro                    | Participação | por anunciar    | Principal    | Participação        |
| Keiynan Lonsdale          | Wally West / Kid Flash                 | Participação | por anunciar    | Principal    | por anunciar        |
| Tom Cavanagh              | Harrison "Harry" Wells                 | Participação | por anunciar    | Principal    | Participação        |
| Tom Cavanagh              | Eobard Thawne / Flash Reverso          | Participação | Participação    | Participação | por anunciar        |
| Jesse L. Martin           | Joe West                               | Participação | por anunciar    | Principal    | por anunciar        |
| Victor Garber             | Martin Stein / Nuclear                 | Participação | Participação    | Participação | Principal           |
| Brandon Routh             | Ray Palmer / Átomo                     | por anunciar | por anunciar    | por anunciar | Principal           |
| Caity Lotz                | Sara Lance / Canário Branco            | Participação | Participação    | Participação | Principal           |
| Franz Drameh              | Jefferson Jackson / Nuclear            | Participação | por anunciar    | Participação | Principal           |
| Maisie Richardson-Sellers | Amaya Jiwe / Vixen                     | por anunciar | por anunciar    | por anunciar | Principal           |
| Tala Ashe                 | Zari Tomaz                             | por anunciar | por anunciar    | por anunciar | Principal           |
| Nick Zano                 | Nathan Heywood / Cidadão Gládio        | por anunciar | por anunciar    | por anunciar | Principal           |
| Dominic Purcell           | Mick Rory / Onda Térmica               | Participação | Participação    | por anunciar | Principal           |
| Russell Tovey             | Ray Terrill / The Ray                  | Participação | Participação    | Participação | Participação        |
| Wentworth Miller          | Leo-X / Capitão Frio                   | Participação | Participação    | Participação | Participação        |

1. 1 2  Apesar de ser creditado, o ator não aparece.

### Convidado
Tornado Vermelho aparecerá no crossover.

#### Supergirl
- Jessica Parker Kennedy[7]
- Danielle Nicolet como Cecile Horton[3]
- Patrick Sabongui como David Singh[3]
- Christina Brucato como Lily Stein
- Isabella Hofmann como Clarissa Stein
- William Katt como Ministro
- Metallo[6]

#### Arrow
- Colin Donnell como Tommy Merlyn / Prometheus-X[8]

## Produção

### Desenvolvimento
Os crossovers anuais no Universo Arrow ocorrem na emissora The CW desde a temporada televisiva de 2013–2014, quando Barry Allen foi introduzido no oitavo episódio da segunda temporada de Arrow, antes da estreia de The Flash. No ano seguinte, os oitavos episódios da terceira temporada de Arrow e da primeira temporada de The Flash formaram um crossover de duas partes, conhecido como "Flash vs. Arrow". Na temporada televisiva de 2015–2016, um crossover de duas partes entre os oitavos episódios da quarta temporada de Arrow e da segunda temporada de The Flash foi usado para configurar uma nova série de super-heróis, Legends of Tomorrow. Na temporada televisiva de 2016–2017, "Invasion!" apresentou o crossover entre The Flash, Arrow e Legends of Tomorrow, com o evento começando no final de Supergirl. Em janeiro de 2015, o presidente da The CW, Mark Pedowitz, declarou a intenção de fazer um crossover no Universo Arrow em cada temporada.
O planejamento do crossover começou em dezembro de 2016, com a showrunner de Arrow, Wendy Mericle, dizendo: "Nós meio que temos, acredite ou não, um conceito para o que queremos fazer no crossover do ano que vem. É uma loucura". Em fevereiro de 2017, o planejamento começou a criar um verdadeiro crossover de quatro partes entre as séries. Como cada série foi renovada para uma nova temporada no mês anterior, foi possível que os produtores começassem a construir os horários de produção para realizá-lo. O produtor executivo Andrew Kreisberg disse: "Uma das grandes coisas que aprendemos com ["Heroes Join Forces"], que tornou ["Invasion!"] um pouco mais fácil, estava sendo construído em questão de dias, onde as séries simplesmente ficaram obscuras. O fator mais difícil ao fazer crossovers é a disponibilidade dos atores porque as séries não param de continuar. Você basicamente faz malabarismos com quatro séries de horários diferentes". Em maio de 2017, Mark Pedowitz confirmou que não havia planos para incorporar Black Lightning no crossover, pois não fazia parte do Universo Arrow naquele momento e estava programada para estrear no meio da temporada televisiva de 2017–2018.
Em setembro de 2017, foi revelado que o título do crossover seria "Crisis on Earth-X". A sinopse também revelou que Ray Terrill / The Ray faria sua estreia em live-action no Universo Arrow, depois de aparecer pela primeira vez na websérie animada, Freedom Fighters: The Ray, juntamente com outros personagens e conceitos desta série. Russell Tovey também dá voz ao personagem em Freedom Fighters.

### Roteiro
Em junho de 2017, o produtor executivo Marc Guggenheim observou que seria difícil superar a ameaça dos alienígenas em "Invasion!"; então, o crossover deste ano visava "aumentar as apostas e os desfechos emocionais". No mês seguinte, Wendy Mericle adicionou que o crossover seria "muito enraizado no Universo da DC Comics". Na turnê de imprensa da Television Critics Association, em agosto de 2017, Mark Pedowitz disse que o crossover envolveria romance, com Greg Berlanti acrescentando: "Nossa maneira de tornar a série maior este ano foi ainda mais pessoal, então é um grande evento de vida para algumas diferentes pessoas na série. Há muitos eventos de vida que acontecem". Em setembro de 2017, em uma declaração revelando o título do crossover, Marc Guggenheim e Andrew Kreisberg disseram que o crossover foi feito "para ser um evocativo dos crossovers anuais da Liga da Justiça/Sociedade da Justiça, que crescíamos e aguardávamos com expectativa na infância". A história do crossover foi feita por Andrew Kreisberg e Marc Guggenheim. O roteiro do episódio de Supergirl foi escrito pelos showrunners Robert Rovner e Jessica Queller, o roteiro do episódio de Arrow por Wendy Mericle e Ben Sokolowski, o roteiro do episódio de The Flash pelo showrunner Todd Helbing, e o roteiro do episódio de Legends of Tomorrow pelos showrunners Phil Klemmer e Keto Shimizu.

### Filmagens
As filmagens dos quatro episódios começaram em 22 de setembro de 2017. O episódio de Supergirl é dirigido por Larry Teng, o episódio de Arrow é dirigido por James Bamford, o episódio de The Flash é dirigido por Dermott Downs e o episódio de Legends of Tomorrow é dirigido por Gregory Smith.

### Música
Blake Neely, o compositor principal das quatro séries, compôs o total de duas horas e meia do crossover em oito dias no The Bridge Recording Studio em Glendale, Califórnia, nos Estados Unidos.

## Transmissão

Pôster promocional. Arte de Phil Jimenez

O crossover começa em Supergirl e Arrow em 27 de novembro de 2017 e se conclui em The Flash e Legends of Tomorrow em 28 de novembro, na emissora The CW. Arrow, que normalmente era exibida às quintas-feiras às 9 da noite, mudou para as noites de segundas-feiras às 9 da noite para o crossover e não exibiria um episódio adicional em 30 de novembro. Mark Pedowitz afirmou que foi decidido que o crossover ocorresse em duas noites ao invés de quatro como aconteceu com "Invasion!", porque The Flash e Legends of Tomorrow já estavam juntos no cronograma da The CW e "seria melhor e mais justo em termos de narrativas transformar o crossover em uma minissérie de quatro horas. Pensamos que fosse justo e conciso fazer isto". Marc Guggenheim acrescentou: "Estamos realmente aproximando este grande evento de quatro partes a dois filmes de duas horas consecutivas, e acho que quando você olha através da tela, fica menos importante para o episódio de Supergirl se sentir como um episódio de Supergirl e para o episódio de Arrow se sentir como um episódio de Arrow, que sempre foi nossa abordagem no passado".

### Marketing
O artista de histórias em quadrinhos Phil Jimenez criou um pôster personalizado para o evento, que invoca o design do pôster da edição #207 da Liga da Justiça, que foi o vigésimo crossover Anual da Liga da Justiça da América/Sociedade da Justiça da América. Trailers promocionais do evento foram lançados ao longo do mês de novembro, antes do trailer completo ser lançado em 20 de novembro.